# Tabernaemontana echinata
Espèce
Classification APG III (2009)
Synonymes
selon tropicos :
- Anacampta echinata (Aubl.) Markgr.
- Peschiera echinata (Aubl.) A. DC.[2]

Tabernaemontana echinata est une espèce de plantes à fleurs de la famille des Apocynaceae (famille des pervenches). C'est un arbuste que l'on trouve en Guyane.
Sa taxonomie est confuse car le matériel d'étude original est un mélange d'au moins 3 taxons différents : des feuilles de T. undulata Vahl, 1798, des fruits épineux de T. heterophylla Vahl, 1798 (auquel l'épithète spécifique echinata se réfère), conservés dans l'herbier de Jean-Jacques Rousseau à Paris, ainsi qu'une branche stérile de T. undulata Vahl, 1798, et une branche avec des boutons floraux de T. siphilitica (L.f.) Leeuwenberg, 1984. 
Aussi, malgré l'antériorité et une tentative de leptotypification par Allgore (basée sur la branche de T. siphilitica), et pour des raisons de non-usage, Rafaël Govaerts a proposé de rejeter ce nom.
NB : il ne faut pas confondre Tabernaemontana echinata Aubl., 1775 avec son homonyme Tabernaemontana echinata Vell., 1829 (= Tabernaemontana hystrix Steud., 1840).

## Protologue
En 1775, le botaniste Aublet en propose le protologue suivant : 

« TABERNAEMONTANA (echinata) foliis oppoſitis, ovato-oblongis, acuminatis, fructu echinato. (TABULA 103.)
Frutex caules plures lignoſos, nodoſos, ramoſos, quinque aut ſex-pedales è radice emittens. Rami & ramuſculi oppoſiti ; folia oppoſita, ovato-oblonga, acuminata, ad margines undulata, ſupernè glabra, viridia, infernè ſubtomentoſa, albicantia, integerrima, ſubſeſſilia, baſi amplexantia. Flores coryrnboſi, terminates, & intrà bifurcationem ramorum. Corymbus pedunculo brevi ſuffultus, ad baſim membranula involutus eſt, ut & pedunculi partiales. Corolla flaveſcens, odoris grati. Capsulæ binæ, ovatar, echinatæ, reflexæ, bivalves. 
Florebat fructumque ferebat Auguſto. Habitat Aroura locis incultis. 

LE TABERNÉ de la Guiane. (Planche 103.)
Cet arbrisseau pouſſe de ſa racine un grand nombre de tiges ligneuſes, noueuſes, rameuſes, hautes de quatre ou cinq pieds. Les rameaux ſont oppoſés de même que les feuilles qui en partent. elles ſont entières, liſſes, ovales, ondées à leur bord, terminées par une longue pointe, vertes en deſſus, & couvertes en deſſous d'un léger duvet blanchâtre. Les plus grandes ont ſix pouces & demi de longueur, ſur deux pouces & demi de largeur. Leur pédicule eſt court, & les rameaux qui ſont grêles ont à leur baſe une petite gaîne. 
Les fleurs naiſſent entre les deux feuilles qui terminent les rameaux, & ſur le nœud d'où les rameaux s'élevent. Elles ſont preſque ſeſſiles, ramaſſées en un petit bouquet, au nombre de dix à douze. Le pédoncule commun eſt entouré à ſa baſe d'une petite écaille. Chaque fleur a de même une petite gaine. 
Le calice eſt blanchâtre, d'une ſeule pièce épaiſſe, diviſée en cinq parties aiguës. La corolle eſt monopétale. Son tube eſt jaunâtre, pointille de rouge. Son pavillon eſt partagé profondément en cinq lobes jaunâtres, ondés, terminés en pointe ; & par un de leurs côtes ils ſe recouvrent en partie les uns les autres. Cette corolle eſt attachée autour d'un diſque jaunâtre dont le bord eſt rouge. 
Les étamines ſont au nombre de cinq, placées ſur la paroi interne & inférieure du tube qui eſt couverte de poils blancs. Leur filet eſt très court. L'anthère eſt à deux bourſes écartées par le bas, & repréſente le fer d'une flèche. 
Le piſtil eſt un ovaire arrondi, blanc, place ſur le diſque, où il eſt comme emboîté. Il eſt ſurmonté d'un style marqué d'un ſillon dans toute ſa longueur, & terminé par un stigmate en forme de bobine dont le ſommet eſt pointu. 
L'ovaire devient un fruit compoſé de deux capsules jaunâtres qui ſe renverſent l'une à droite, & l'autre à gauche. Elles ſont ovoïdes, chargées de tubercules mous & aigus. Chaque capſule s'ouvre par le haut dans toute ſa longueur en deux valves, au bord de chacune deſquelles ſont attachées des semences brunes, applaties, couchées les unes ſur les autres. 
Toutes les parties de cet arbriſſeau étant coupées ou déchirées, rendent un ſuc laiteux : ſes fleurs ont une odeur douce & agréable. 
Je l'ai trouvé en fleur & en fruit dans le mois d'Août, ſur des terreins anciennement défrichés du quartier d'Aroura. »

— Fusée-Aublet, 1775.